# Jumbo Kinetic
Jumbo Kinetic je brod za prijevoz teških tereta (engl. heavy lifter) hrvatske proizvodnje.
Koristi se za postavljanje vrlo teške i skupe opreme za podmorske naftne bušotine i prijevoz teških tereta. IMO broj mu je 9634165. MMSI broj je 244810054. Pozivni znak je PCFO. Plovi pod zastavom Nizozemske.
Matična mu luka još nije određena.
Vlasnik broda je Jumbo K-1 C.V.

## Karakteristike
Splitsko brodogradilište ugovorilo je početkom srpnja 2011. izgradnju dvaju brodova a za nizozemskog naručitelja Jumbo Shipping. Jumbo Kinetic prvi je u seriji od dvaju brodova, a uz otvorenu opciju gradnje trećeg broda. Grade se grade u klasi Lloyd‘s Registra, klase 1A super, što znači da mogu lomiti led debljine do jednog metra bez pomoći ledolomca (klasa 1A 1A Finnish Swedish Ice Class, za operacije u arktičkim morima)
Brodovi su nova klasa brodova u Jumbo Shippingu, K3000. Naručitelji nisu objavili cijenu brodova, a pretpostavlja se da je svaki iz serije vrijedan 60 milijuna eura. Država je Nizozemcima dala i jamstva da će dobiti brodove u rokovima, što se pokazalo da je bilo nemoguće ispoštovati, imajući u vidu kompleksnost narudžbe.
Ovakvi sofisticirani brodovi nikad prije nisu bili građeni u hrvatskim brodogradilištima, a izgradnja ovih brodova strateški je ciljana tržišna niša Brodosplita.
Najveći je svoje vrste na svijetu. Jumbo je avanse za gradnju uplatio 22. prosinca 2011.
Kobilica je postavljena na navoze 20. srpnja 2012., a isporuka je bila predviđena za prvu polovicu 2013. godine. Postavljen je na navoze kao novogradnja br. 473. Dužine je 152 metra i širine 27 metara. Pogone ga 2 motora snage 4500 kW i uz jedan vijak. Gaz mu je 6 m, a pri najvećem gazu od 8,1 metra nosivost broda je 14 tisuća tona, a cGT (OECD 07) je 12 708. Kuma broda je Philippine Kahn, supruga Michalea Kahna, predsjednika uprave tvrtke Jumbo Shippinga.
Porinut je 17. rujna 2013. To je bilo prvo porinuće u Brodosplitu nakon privatizacije splitskog brodogradilišta.
Brod je kolovoza 2014. bio na suhom doku u riječkom Viktoru Lencu gdje je brušena i oličena oplata broda, a nakon čega je bio na probnim vožnjama
Brod je visoko elektroniziran i pun novih tehničkih posebnosti. Zapovjedni most ima panoramski pogled od 360 stupnjeva. Interijer hodnika, kabina, kuhinje i ostalih prostorija izveden je tako da brod izgleda kao kruzer, a ne kao radni brod. Sustav balastiranja broda kod ukrcaja tereta je sustav punjenja i pražnjenja balastnih spremnika (inovativne crpke BiFlow). 
Dizalice od nekoliko tona su na kotačima i imaju bočne podupirače koje izvuku prigodom manipulacije teretima, tako da brod ima nešto slično što mu osigurava stabilitet suprotan velikim nagibima kod ukrcaja tereta. Preko bočnih vodilica u more se spuštaju posebni nepotopivi pontoni, koji time povećavaju stabilnost broda, odnosno njegov deplasmanski obujam. Uz sve to, kada po krmi zatreba više prostora za teret, dimnjaci se preko posebnog zgloba polože preko palube i dobije se dodatni prostor, po čemu su jedinstveni u svijetu. Brod je zanatski ručno ličen izvana i iznutra, na izričit zahtjev naručitelja. Ovakvim načinom postiže se savršeno očuvanje “filma” premaza i same boje. Skladište je presloživo kao lego-kockice. Može se pregrađivati i mijenjati mu obujam, ovisno o tome kakvu su teretu oblik i dimenzije. Poklopci se po visini i dužini skladišta mogu postavljati na bilo kojoj poziciji.
Završna dorada je u Kini, u Huismana, gdje će se ugraditi dvije dizalice ukupne nosivosti preko tri tisuće tona, a svaka će biti pojedinačne maksimalne nosivosti 1.500 tona i dosega 20 m.
Nosivost broda je 14.000 dwt, a bruto tonaže je 16200 t.
Gradnja broda protegla se preko prvoga roka koji je bio u svibnju 2013., koji je produžen do 31. svibnja 2014. Budući da ni nakon tog roka nije predan brod, Nizozemci su povukli svoj nadzorni tim iz Brodosplita i naposljetku jednostrano raskinuli ugovor lipnja 2014. sa splitskim škverom.
Gradnja drugog broda nije stala unatoč raskidu ugovora. U toj su neugodnoj situaciji postojale dvije mogućnosti, da se naručitelj Jumbo naplati od države, a da već skoro gotov brod kojem su nedostajale samo dizalice Brodosplit proda na tržištu i tako amortizira dio troškova, te opcija s isporukom broda(ova) Nizozemcima, koja se na kraju i dogodila.
Rokovi su opet produženi za srpanj 2014.
Primopredaja je ipak izvršena 23. prosinca 2014. godine.
Drugi brod iz te serije porinut je 18. travnja 2014. godine.

## Vanjske poveznice
- Jumbo Kinetic - Heavy Load Carrier, MarineTraffic
- Jumbo Kinetic  Arhivirana inačica izvorne stranice od 25. veljače 2015. (Wayback Machine)
- Kuma broda na porinuću  Arhivirana inačica izvorne stranice od 25. veljače 2015. (Wayback Machine)
- Isporuke hrvatskih brodogradilišta
- Porinuće Jumbo Kinetica, objavljeno 6. listopada 2013.
- Croatia: Jumbo’s K3000 Vessel Jumbo Kinetic Launched (VIDEO)  Arhivirana inačica izvorne stranice od 20. veljače 2021. (Wayback Machine)